# PocketStation
PocketStation（多簡稱為 PPS）是日本電子遊戲商索尼電腦娛樂（今索尼互動娛樂）於1999年1月在日本發行的32位元家用遊戲機硬體， 是索尼於1994年發售的32位元家用遊戲機PlayStation的外部裝置之一 。索尼将其用途定位为个人数码助理和记忆卡的组合。设备拥有一块单色的液晶显示器，支持使用红外线交换数据，支持實時時鐘，内置闪存，拥有产生声音的机能。将其连接至PlayStation电子游戏机的内存卡插槽后，设备还能变为PlayStation电子游戏机的记忆卡。PocketStation于1999年1月23日在日本独家发售。
PlayStation游戏通常在其光盘中包含专为PocketStation提供的软件，用以增加游戏的功能。PocketStation也可以通过PlayStation下载可独立运行于PocketStation的软件。PocketStation内置的红外接收和发射装置可以在两台PocketStation之间传输数据，或进行多人游戏。
PocketStation最初预定于1998年12月23日在日本发售，但后来被推迟了整整一个月。在1999年1月23日发布时，索尼仅备货了6万部PocketStation。PocketStation最初有两种颜色：白色和透明色。在后来的销售中，PocketStation非常受欢迎，在整个日本地区销售一空。索尼原计划在日本以外的地区发布PocketStation，且在欧洲和北美已经开展了宣传活动，但最终没有在这两个地区发售。索尼互動娛樂称是因为PocketStation的产量无法满足在其他地区销售。尽管如此，欧洲和北美地区版本的《最终幻想VIII》和《復活邪神：邪神領域2》依然保留了和PocketStation连接功能
PocketStation上最受欢迎的游戏是Dokodemo Issho，它在日本的销量超过了150万。是索尼的吉祥物井上多樂的第一款游戏。PocketStation于2002年7月停产，销售量超过500万台。
2013年11月5日，有消息称PlayStation Vita掌上游戏机将会新增PocketStation应用程序，用户可以在自己拥有的任何经典PlayStation游戏中游玩其提供的PocketStation格式的内容。最初其只对PlayStation Plus会员开放，后来开放为免费软件。该软件仅能在日本版本的PlayStation Vita上下载。
PocketStation与世嘉的VMU相似，VMU是世嘉为Dreamcast电子游戏机开发的外设设备，拥有一块单色的屏幕，也可作为Dreamcast的存储卡。

## 技术规格
- 中央处理器: ARM7（32位精简指令集芯片）
- 存储器：2千字节静态随机存取存储器, 128千字节闪存
- 顯示器：32×32点单色液晶显示器[14]
- 声音：1×微型扬声器（10位脈衝編碼調變）
- 按钮: 5×数字输入按钮，1×重置按钮
- 红外线功能：双向传输（支持标准红外通讯技术）
- 發光二極管指示灯：1×红色
- 电池：1×CR-2032鈕扣型锂电池
- 其他功能：日历功能。
- 尺寸：64 × 42 × 13.5 mm （高 × 长 × 宽）
- 重量：大约30克（包括电池）[3]

## 支持的游戏
- 《All Japan Pro Wrestling（英语：All Japan Pro Wrestling）》[14]
- 《Arc the Lad III（英语：Arc the Lad III）》
- 《Armored Core: Master of Arena（英语：Armored Core: Master of Arena）》[14]
- 《Battle Bug Story》[14]
- 《Be Pirates!》[14]
- 《Boku wa Koukuu Kanseikan》
- 《Brightis》
- 《Burger Burger 2》[14]
- 《Chaos Break（英语：Chaos Break）》
- 《陆行鸟》
- 《古惑狼3：扭曲》[14]
- 《Dance Dance Revolution 3rdMix（英语：Dance Dance Revolution 3rdMix）》
- 《Dance Dance Revolution 4thMix（英语：Dance Dance Revolution 4thMix）》
- 《Dance Dance Revolution 5thMix（英语：Dance Dance Revolution 5thMix）》
- 《Devil Summoner: Soul Hackers（英语：Devil Summoner: Soul Hackers）》
- 《Digimon Tamers: Pocket Culumon》
- 《Dokodemo Hamster 2》
- 《Dokodemo Issho》[14]
- 《最终幻想VIII》[9]
- 《Fire Pro G（英语：Fire Pro Wrestling）》
- 《Fish Hunter》[14]
- 《Gallop Racer 3（英语：Gallop Racer）》[14]
- 《格兰蒂亚 (游戏)》
- 《Harvest Moon: Back to Nature（英语：Harvest Moon: Back to Nature）》
- 《Hello Kitty: White Present》[14]
- 《全民高尔夫2》
- 《I.Q. Final（英语：I.Q. Final）》[14]
- 《Jade Cocoon: Story of the Tamamayu（英语：Jade Cocoon: Story of the Tamamayu）》[15]
- 《JoJo's Bizarre Adventure（英语：JoJo's Bizarre Adventure (video game)）》
- 《Koneko mo Issyo》
- 《Kyro-chan's Print Club》[14]
- 《The Legend of Dragoon（英语：The Legend of Dragoon）》[16]
- 《圣剑传说 玛娜传奇》
- 《純情房東俏房客》
- 《Lunatic Dawn 3》[14]
- 《LMA Manager（英语：LMA Manager series）》
- 《徽章戰士 R Parts Collection》[17]
- 《潛龍諜影 (1998年遊戲)》[18]
- 《Mister Prospector》[14]
- 《The Misadventures of Tron Bonne（英语：The Misadventures of Tron Bonne）》
- 《Monster Race》[14]
- 《Monster Farm 2（英语：Monster Rancher 2）》[14]
- 《Monster World（英语：Wonder Boy）》[14]
- 《Paqa》
- 《Pi to Mail》[14]
- 《Pocket Digimon World》
  - 《Pocket Digimon World: Cool & Nature Battle Disc》
  - 《Pocket Digimon World: Wind Battle Disc》
- 《Pocket Dungeon》[14]
- 《Pocke-Kano Yumi》
- 《Pocket MuuMuu（英语：Pocket MuuMuu）》[19]
- 《Pocket Tuner》[20]
- 《Pocketan》
- 《流行音乐》
- 《Pop'n Music 3 Append Disc》
- 《Pop'n Music 4 Append Disc》
- 《PoPoRogue》
- 《Prologue》[14]
- 《Racing Lagoon（英语：Racing Lagoon）》
- 《RayCrisis（英语：RayCrisis）》
- 《Remote Control Dandy》
- 《R4: Ridge Racer Type 4》[18]
- 《私立正義學園》
- 《Rockman Complete Works（英语：Rockman Complete Works）》[18]
- 《復活邪神：邪神領域2》[10]
- 《Saru Get You!（英语：Ape Escape (video game)）》
- 《Shop Keeper》[14]
- 《小龙斯派罗 (游戏)》[14]
- 《小龙斯派罗2：利普多的愤怒
- 《Street Fighter Alpha 3》 (Through Gameshark code)[18]
- 《超級機器人大戰系列》
- 《永恆傳奇》
- 《Theme Aquarium（英语：Theme Aquarium）》[14]
- 《心跳回忆2》
- 《World Neverland 2》[14]
- 《World Stadium 3（英语：World Stadium）》[14]
- 《Yu-Gi-Oh! True Duel Monsters: Sealed Memories（英语：List of Yu-Gi-Oh! video games）》